# ジャニーネ・ヴィスラー
ジャニーネ・ヴィスラー（ドイツ語:  Janine Wissler , 本来の綴り:  Janine Wißler, 1981年5月23日 - ）は、ドイツの政治家。所属政党は左翼党 (Die Linke)。
2008年以降、ヘッセン州議会議員、2009年以降は左翼党ヘッセン州議会議員団長でもある。2019年1月、ヘッセン州議会経済・エネルギー・住居委員会の委員長に就任。2021年2月27日、ズザンネ・ヘニッヒ＝ヴェルゾーと共に左翼党党首に選出された (共同党首) 。2021年9月におこなわれるドイツ連邦議会選挙において、左翼党の連邦首相候補になる予定である。

## 経歴
ジャニーネ・ヴィスラーはヘッセン州オッフェンバッハ郡に属するドライアイヒとノイ＝イーゼンブルクで育った。彼女の父親はホームセンターで販売主任を務める傍ら、労働組合員として活動し、母親は損害保険会社の事務員だった。母親は1970年代において、ドイツ共産党の活動家であったが、後に同盟90/緑の党にシンパシーを持つようになった。ジャニーネ・ヴィスラーは1987年から1991年までドライアイヒの基礎学校に通い、1991年から2001年でギムナジウム・リカルダ＝フーフ＝シューレに通学しながら、アビトゥーアを受験した。2001年から2012年まで フランクフルト大学に在学し、政治学を専攻し得業士 (ディプローム) と呼ばれる学位を得た。大学に通学しながら、2002年から2006年までホームセンターでパートタイム販売員として働いた。2006年から2008年まで左翼党 (Die Linke) ドイツ連邦議会議員ヴェルナー・ドライブスの選挙事務所で働いた。
ジャニーネ・ヴィスラーは独身でフランクフルト・アム・マインに在住している。彼女はサッカー好きであり、地元のチームアイントラハト・フランクフルトのファンクラブに入っている。

## 政治
WASG（「労働と社会的公正：ヴァールアルターナティーヴェ(新しい生活の選挙による選択)」)に結集することになるヘッセン州の活動家たちと共に、彼女は学生として2004年の段階で第2次シュレーダー内閣のアジェンダ2010政策に反対する抗議活動を組織した。

### 党歴

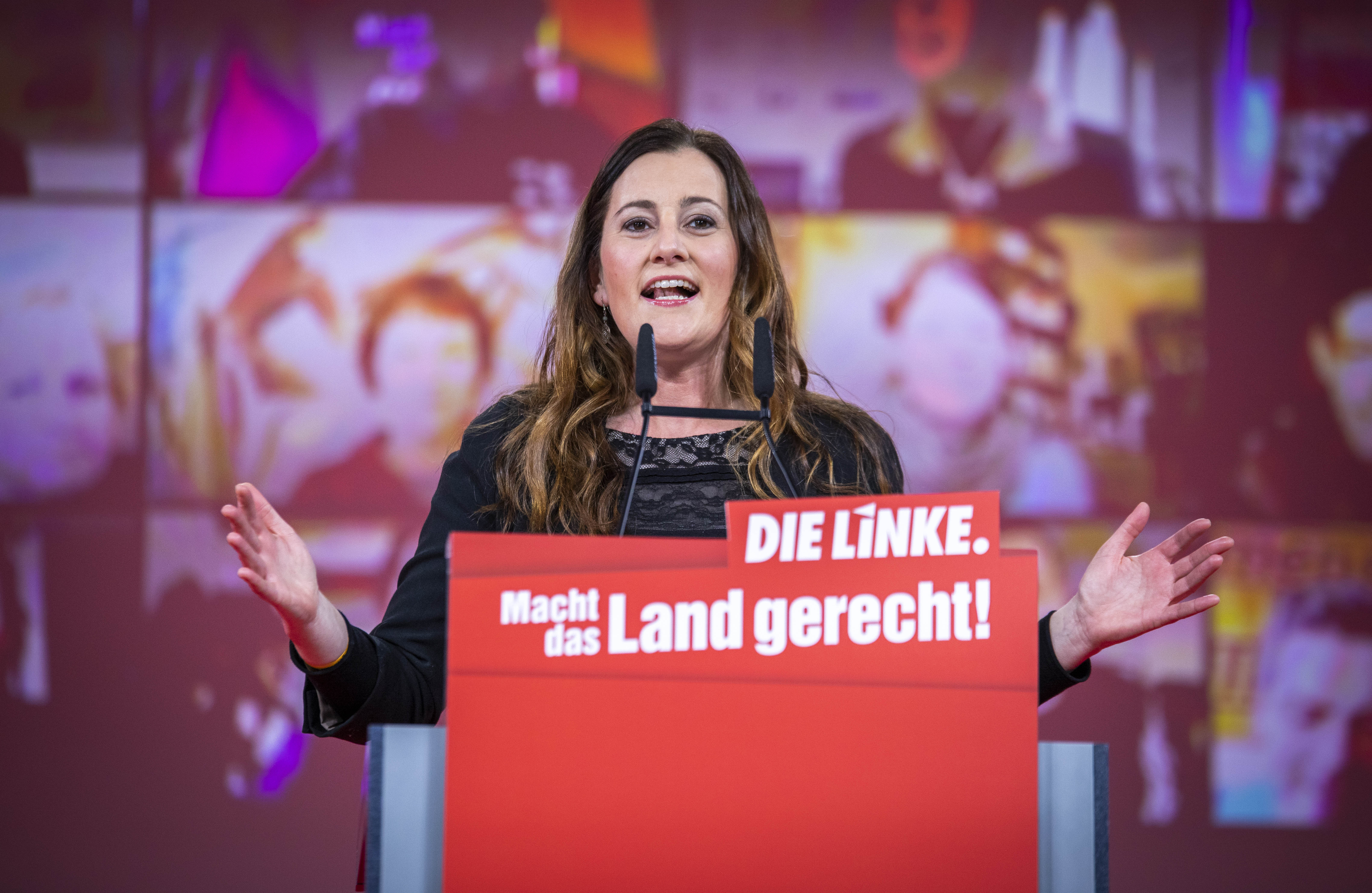
左翼党大会 (2021)でのジャニーネ・ヴィスラー

WASGと民主社会党 (PDS)が2007年6月17日に正式に合併し、「左翼党 (Die Linke)」になると、ヴィスラーは党執行部とヘッセン州支部執行部に入った。2008年ヘッセン州議会選挙に際して、党比例名簿に記載され当選した。2009年におこなわれた再選挙においても議席を守った。彼女はこの2度の州議会選挙においてフランクフルト・アム・マイン第6小選挙区において候補者にもなっていた。2008年から2009年まで州議会左翼党 (Die Linke) 議員団副代表。2009年、ヴィリー・ヴァン・オーエンと州議会左翼党議員団代表に就任。2013年、2018年のヘッセン州議会選挙において、フランクフルト・アム・マイン第2小選挙区の候補者になった上で、党比例名簿に記載されて当選。ヘッセン州議会において、国家社会主義地下組織 (NSU)調査委員会副委員長を5年間務めた。
2011年以降、ヴィスラーはフランクフルト・アム・マインの左翼党 (Die Linke) 支部代表にある。2012年にはフランクフルト・アム・マイン市長選の候補者になり、3.8％の支持を得た。2018年のフランクフルト・アム・マイン市長選にも立候補し、第1回投票では8.8％の支持を得た。
2014年5月に開催された左翼党 (Die Linke) 第4回党大会において、副党首に選ばれた。2020年9月4日、ジャニーネ・ヴィスラーは次期党大会でおこなわれる左翼党(Die Linke)党首選に立候補することを表明した。
ヴィスラーはトービン税の導入を目指す社会運動団体ATTAC (アタック)のメンバーである。彼女は国際社会主義潮流の系譜をひくトロツキスト集団のマルクス21と社会主義左翼と呼ばれる党内派閥に属していた。この2つの派閥はその極左的傾向により、連邦憲法擁護庁の監視下にある。党首選に立候補する当たって、彼女はこの連邦憲法擁護庁監視下にある極左派閥から離脱している。
2021年2月7日、ジャニーネ・ヴィスラーは左翼党 (Die Linke) 党首選挙で84,2％の支持を得て党首に選ばれた。
2021年4月、同年9月におこなわれるドイツ連邦議会選挙において、彼女はヘッセン州左翼党 (Die Linke) 支部の比例名簿第1位に記載されることが発表され、政治活動の場を州議会から連邦議員に変更することが明らかにされた。2021年5月、左翼党 (Die Linke) 執行部はジャニーネ・ヴィスラーとディートマー・バルチュを2021年9月におこなわれるドイツ連邦議会選挙時における党の連邦首相候補に選出した。

### 政治姿勢
2013年ヘッセン州議会選挙前に、左翼党 (Die Linke) ヘッセン州支部代表ウルリヒ・ヴィルケンはジャニーネ・ヴィスラーを平和と社会正義を希求する党の路線を代表する人物であると評価した。州議会内の他会派からは、彼女は信頼できる、比較的建設的な左派政治家と見なされていた 。ヴィスラーが極左トロツキスト・セクトに属したまま、左翼党 (Die Linke) 内で活動していることに関して、党内においても異論が出ていた。
非人間的な残酷なシステムであるとして、ジャニーネ・ヴィスラーは資本主義を否定している。2011年、ヴィスラーは議会や政府を通さずに無階級社会を目指すと言明した。この発言はドイツの高級紙フランクフルター・アルゲマイネで報道された。さらに、「歴史的進歩は常に革命によって達成されるのであり、社会を根底からひっくり返すためには単なる空想に没頭すべきではない」と彼女は語っていた。2020年、党友ベルント・リークシンガーはヴィスラーのヘッセン州議会での活動を見て、彼女は良き議会人そのものであると評価している。
外交・防衛政策に関して、2014年の段階で、彼女はドイツ連邦共和国のNATO脱退と軍事同盟の解消に賛成していた。ドイツ連邦軍の域外派兵には、国際連合平和維持活動であっても、彼女は人道的仲裁行為ではないと見なして反対した。他党との連立可能性に関して、2020年の段階で彼女はドイツ連邦軍の海外派兵の終了と軍需企業による兵器輸出停止は譲れない根本政策であると語った 。
コロナ・パンデミックの間、ヴィスラーは国家の財政支出増大という状況に対応して、富裕層に対する財産税課税を復活することを求め、ハルツIV(求職者基礎保障)における失業手当受給者に支払われる給付金は不十分であるとした。コロナ危機によって社会的格差が増大する可能性を彼女は指摘している。
2018年6月に開催された左翼党 (Die Linke) 党大会において、ヘッセン州議会党議員団長として、彼女は（反-国外追放-産業）という語で示されている排外主義に反対すると同時に、国家社会主義地下組織 (NSU)捜査で混乱を招いた連邦憲法擁護庁の解体を求めた。彼女が左翼党 (Die Linke)党首に選出された後、キリスト教民主同盟 (CDU)ヘッセン州支部幹事長マンフレート・ペンツは「ヴィスラーと左翼党 (Die Linke)の立ち位置は明白な意味で共産主義者であり、キリスト教民主主義者の立場と共存し得ない」と語気を強めて断言した。
カーボンプライシング (炭素の価格付け) は社会正義に則ったものではなく、気候変動対策にはならないとして、ヴィスラーは批判している。左翼党 (Die Linke)が主張しているように、彼女も民間病院と大手不動産企業の国有化を必要な施策と見なしている。ドイツ鉄道とルフトハンザを一つの交通企業体として合併させる施策も、左翼党 (Die Linke)の政策プランであるとヴィスラーは語っている。2021年5月、早急に賃貸料の上限を設定すべきである連邦政府に問い質している。加えて、最低賃金と失業手当の引上げも要求している。税制改正に際して、地球温暖化対策を促進するため施策導入も提案している。
彼女は不法な住居占拠を正当な行為として支持し、その合法化に尽力している。

### 政治家として評価
保守派のローラント・コッホ (CDU)ヘッセン州首相在任中における、若手政治家としてのヴィスラーの異例な昇進は、当時の左翼党 (Die Linke)指導者たちからの支持と推挙によるものであった。その期待に応えて、ヴィスラーは最高の雄弁家として州議会で活躍した。2014年の左翼党 (Die Linke)副党首選挙に際しても、あらゆる候補者の中で彼女が最高の支持を得ていた。トロツキスト・セクトであったリンクスラックから続く党内トロツキスト系人脈を、彼女は上手く利用した見なされている。